# Atakan Arslan
Atakan Arslan (* 1. Juli 1995 in Istanbul) ist ein türkischer Fußballspieler. Der Flügelspieler kann sowohl auf der linken als auch auf der rechten Außenposition eingesetzt werden.

## Karriere
Arslan spielte in seiner Jugend für Fişekspor, wechselte 2011 zu Eyüpspor und unterschrieb hier 2014 seinen ersten Profivertrag. In der Viertliga-Saison 2014/15. Er kam zu 31 Einsätzen und setzte sich auf Anhieb durch, auch schaffte er den Aufstieg mit seiner Mannschaft. Am 10. März 2019 traf er gleich vier Mal gegen Manisaspor und trug damit maßgeblich zum 7:2-Sieg bei. Auf den Außenpositionen hat sich Arslan mittlerweile als feste Größe etabliert und zählt zu den Stammspielern.